# Geëngageerd boeddhisme
Geëngageerd boeddhisme of betrokken boeddhisme is een boeddhistische stroming die ernaar streeft de inzichten uit meditatie en de dharma toe te passen op de samenleving, de politiek, milieuproblematiek, economische ongelijkheid en onrechtvaardigheid. De Vietnamese zenmeester Thích Nhất Hạnh is de grondlegger ervan.

## Oorsprong
De term "geëngageerd boeddhisme" werd voor het eerst gebruikt door Thích Nhất Hạnh in de jaren 1950, in zijn verzameling artikels onder de titel A Fresh Look on Buddhism ("Een frisse blik op het boeddhisme"). Het concept vloeide voort uit de nood om een antwoord te bieden op internationale crisissen, in het bijzonder de Vietnamoorlog. Hij bouwde hierbij voort op de hervormingsbeweging van het humanistisch boeddhisme van Taixu en Yin Shun in China, dat later ook door Hsing Yun en Cheng Yen werd verkondigd in Taiwan.
Aanvankelijk gebruikte Thích Nhất Hạnh voor zijn geschriften literair Chinees, de gangbare liturgische taal binnen het Vietnamees boeddhisme, en gebruikte hij de uitdrukking 入世佛教 (rùshì fójiào), "wereldlijk boeddhisme". Ten tijde van de Vietnamoorlog spanden hij en zijn sangha (geloofsgemeenschap) zich in om op het geweld te reageren door middel van het geweldloosheid van Mahatma Gandhi en Martin Luther King. Ook de Sri Lankaanse monnik Walpola Rahula verwees in 1946 al naar een expliciet sociale ethos in de vroegste boeddhistische geschriften.

## Uitgangspunten
Het geëngageerd boeddhisme past de leer van de Boeddha toe op de samenleving, met het doel sociale verandering te verwezenlijken. Thích Nhất Hạnh gaat hierbij uit van de volgende veertien uitgangspunten, ook wel voorschriften of "aandachtsoefeningen" genoemd.
1. Geen verafgoding of hechting aan een doctrine, theorie of ideologie; zelfs boeddhistische. De boeddhistische leer dient als gids en is geen absolute waarheid.
2. Beschouw je huidige kennis niet als een onveranderlijke, absolute waarheid. Vermijd kleingeestigheid en hechting aan je huidige visies. Leer en oefen niet-gehechtheid aan je zienswijzen om open te staan voor de standpunten van anderen. De waarheid kan worden gevonden in het leven zelf en niet in louter conceptuele kennis. Wees bereid om je hele leven bij te leren en de realiteit in jezelf en de wereld de hele tijd te observeren.
3. Leg anderen, ook kinderen, je mening of wereldbeeld niet op, door autoriteit, bedreiging, geld, propaganda of zelfs onderwijs. Help anderen evenwel aan de hand van barmhartige dialoog om af te zien van enggeestigheid.
4. Sluit je ogen niet voor lijden. Wees je bewust van de aanwezigheid van het lijden in het leven op deze wereld. Vind manieren om zij die lijden bij te staan, door bezoekjes, beelden en geluid. Maak jezelf en anderen op die manier attent op het lijden in de wereld.
5. Vergaar geen rijkdom, terwijl wereldwijd miljoenen mensen omkomen van de honger. Stel jezelf geen roem, winst, rijkdom of lichamelijke geneugten als levensdoel. Leef eenvoudig en spendeer je tijd, energie en materiële hulpmiddelen met zij die in nood zijn.
6. Koester geen woede of of haat. Leer om woede en haat om te zetten wanneer ze zich aandienen en richt je aandacht op je ademhaling om de oorsprong van je haat te zien en te begrijpen.
7. Verlies jezelf niet in verstrooiing en in je omgeving. Pas achtzame ademhaling toe om aansluiting te vinden bij het hier en nu. Blijf in contact met het wonderlijke, verfrissende en helende in en rondom je. Plant zaadjes van vreugde, vrede en begrip in jezelf om het transformatieproces diep in je bewustzijn te vergemakkelijken.
8. Doe geen uitspraken die onenigheid kunnen teweegbrengen, en span je in om verzoening tot stand te brengen, hoe klein de conflicten ook zijn.
9. Vertel geen onwaarheden omwille van persoonlijk belang of om anderen te imponeren. Spreek geen woorden die verdeeldheid of haat teweegbrengen. Verspreid geen nieuws waarvan je niet weet of het waar is. Bekritiseer of veroordeel geen zaken waarvan je niet weet of ze waar zijn. Spreek altijd waarheidsgetrouw en constructief. Heb de moed om op te komen voor je mening in het geval van onrechtvaardigheid, zelfs als dit je eigen veiligheid in het gedrang brengt.
10. Gebruik de boeddhistische gemeenschap niet voor persoonlijk gewin, en maak van je geloofsgemeenschap geen politieke partij. Spreek je evenwel duidelijk uit tegen onderdrukking en ongerechtigheid en streef naar verandering zonder partij te kiezen.
11. Draag niet bij aan de vernieling van de natuur en mensen, door je beroep of de besteding van je geld.
12. Dood niet, laat anderen niet doden en span je in om leven te beschermen en oorlog te voorkomen.
13. Bezit niets dat een ander toekomt, en respecteer het eigendom van anderen, maar verhinder anderen om te profiteren van menselijk leed of het leed van andere soorten.
14. Behandel je eigen lichaam met respect, en beschouw het niet als een instrument. Behoud je levensenergieën (seksueel, adem, geestdrift) voor de verwezenlijking van de Weg. Seksuele expressie heeft geen plaats zonder liefde en toewijding. Wees je bewust van het leed dat kan worden gecreëerd in seksuele relaties. Respecteer de rechten en toewijding van anderen om het geluk van anderen te bewaren. Wees je bewust van de verantwoordelijkheid waarmee nieuw leven op de wereld zetten gepaard gaat. Sta stil bij de wereld waarop je nieuw leven zet.